# Dalmația (provincie romană)
Acest articol se referă la Dalmatia, una din provinciile Imperiului Roman.  Pentru regiunea Croației de azi, vedeți articolul Dalmația.

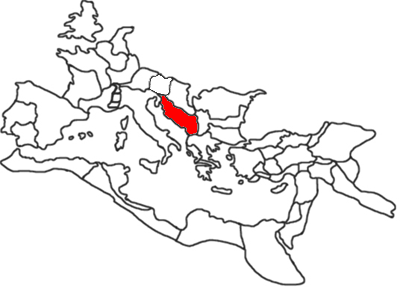
Provincia Dalmatia a Imperiului roman.

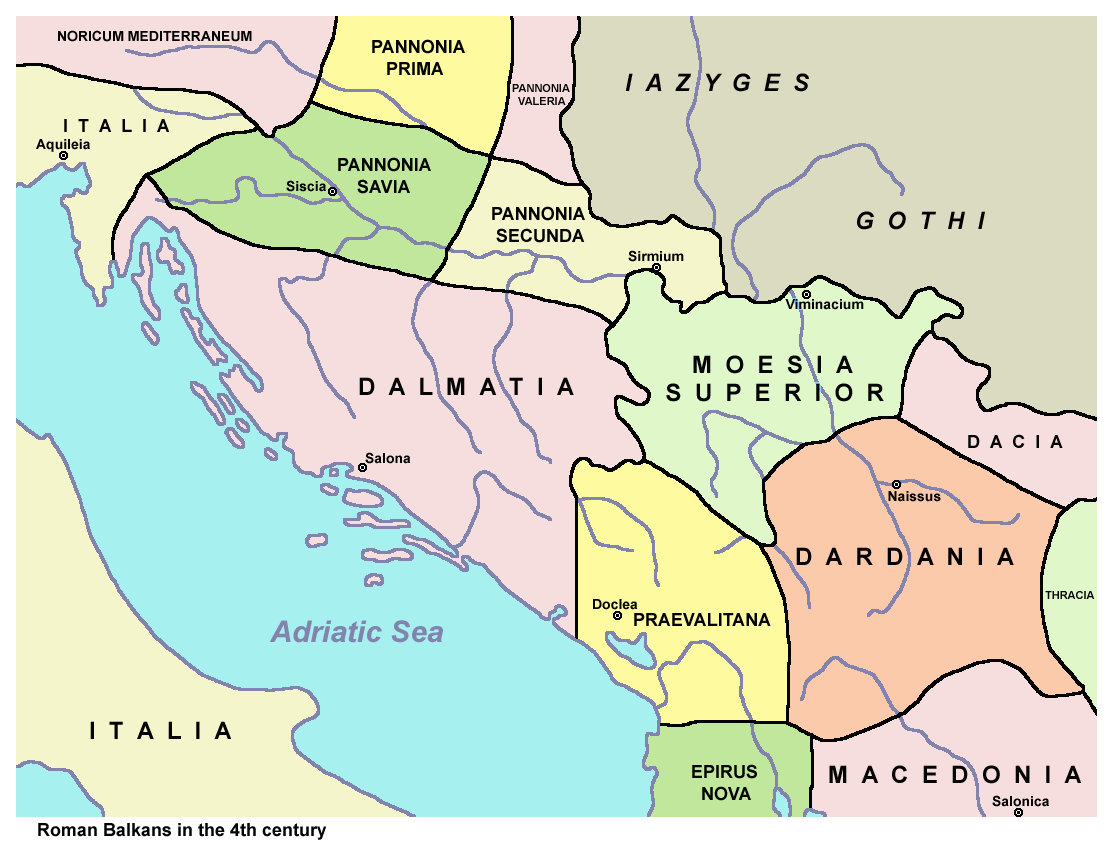
Vestul Balcanilor sub stăpânirea Romei, în veacul al IV-lea d.C.

Provincia romană Dalmația a fost înființată în anul 10 e.n.

## Etimologie
Numele său provine probabil de la un trib iliric numit dalmați, carte trăia pe coasta estică a Mării Adriatice în primul mileniu î.Hr. Între secolul al IV-lea î.Hr. și Războaiele ilire din anii 220 î.Hr. și 168 î.Hr. a făcut parte din Regatul ilir, după care Republica Romană și-a stabilit protectoratul la sud de râul Neretva. Zona de la nord de Neretva a fost încorporată treptat, până la înființarea provinciei Illyricum în jurul anilor 32-27 î.Hr..

## Istoric
Dalmația a făcut parte mai întâi din provincia romană Illyricum. În anii 6-9 d.Hr. dalmații au inițiat ultima dintr-o serie de răscoale împreună cu panonii, însă acestea au fost înăbușite, și în 10 d.Hr. Illyricum a fost împărțit în două provincii, Pannonia și Dalmația. Aceasta din urmă acoperea în întregime Alpii Dinarici, și a fost locul de naștere al împăratului Dioclețian.
După prăbușirea Imperiului roman de Apus în 476, odată cu începutul perioadei migrațiilor, regiunea a fost condusă de goți până în 535, când Iustinian I a adăugat-o Imperiului (bizantin) de Răsărit.